# Cafea

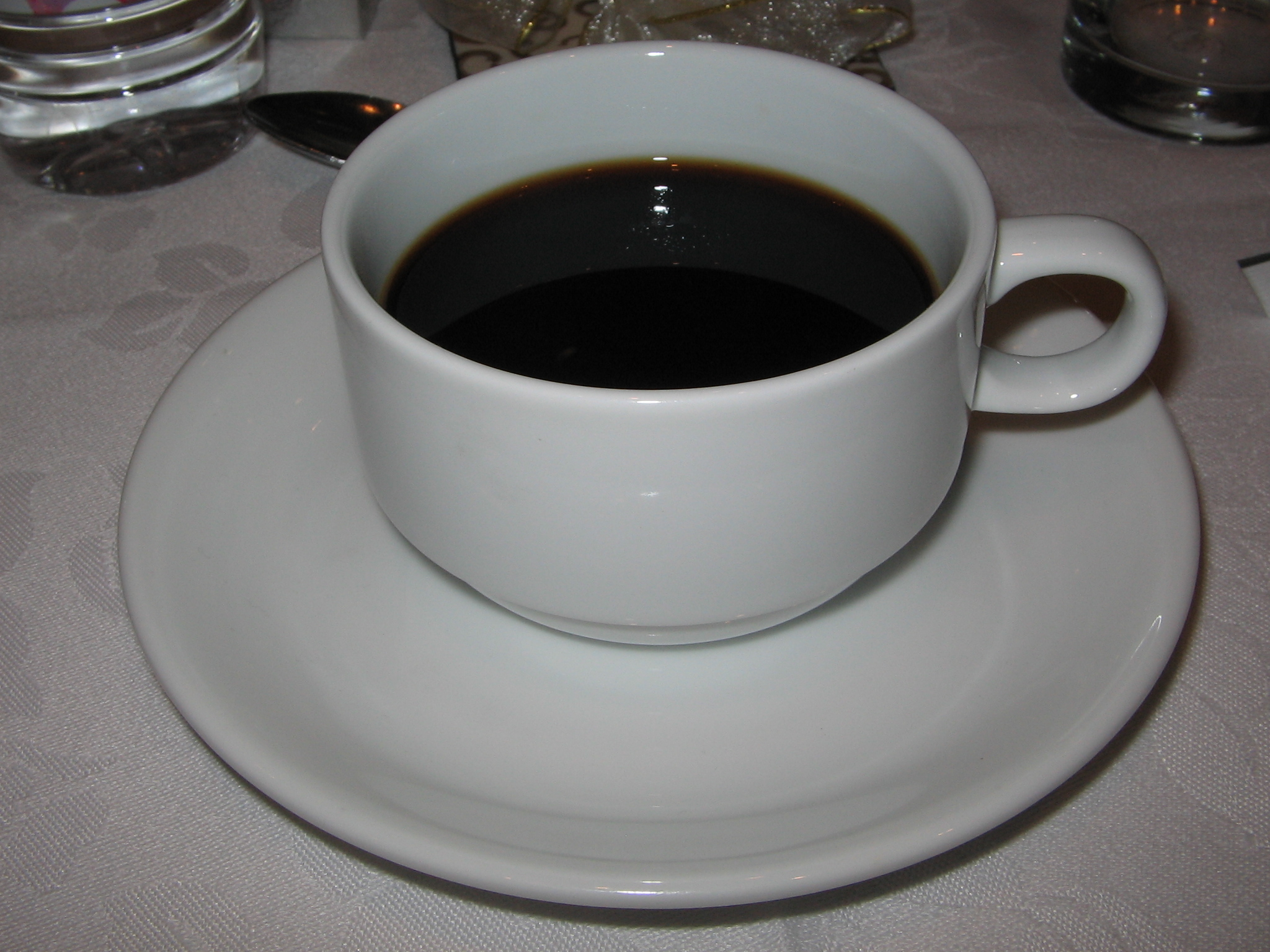
Ceașcă cu cafea neagră

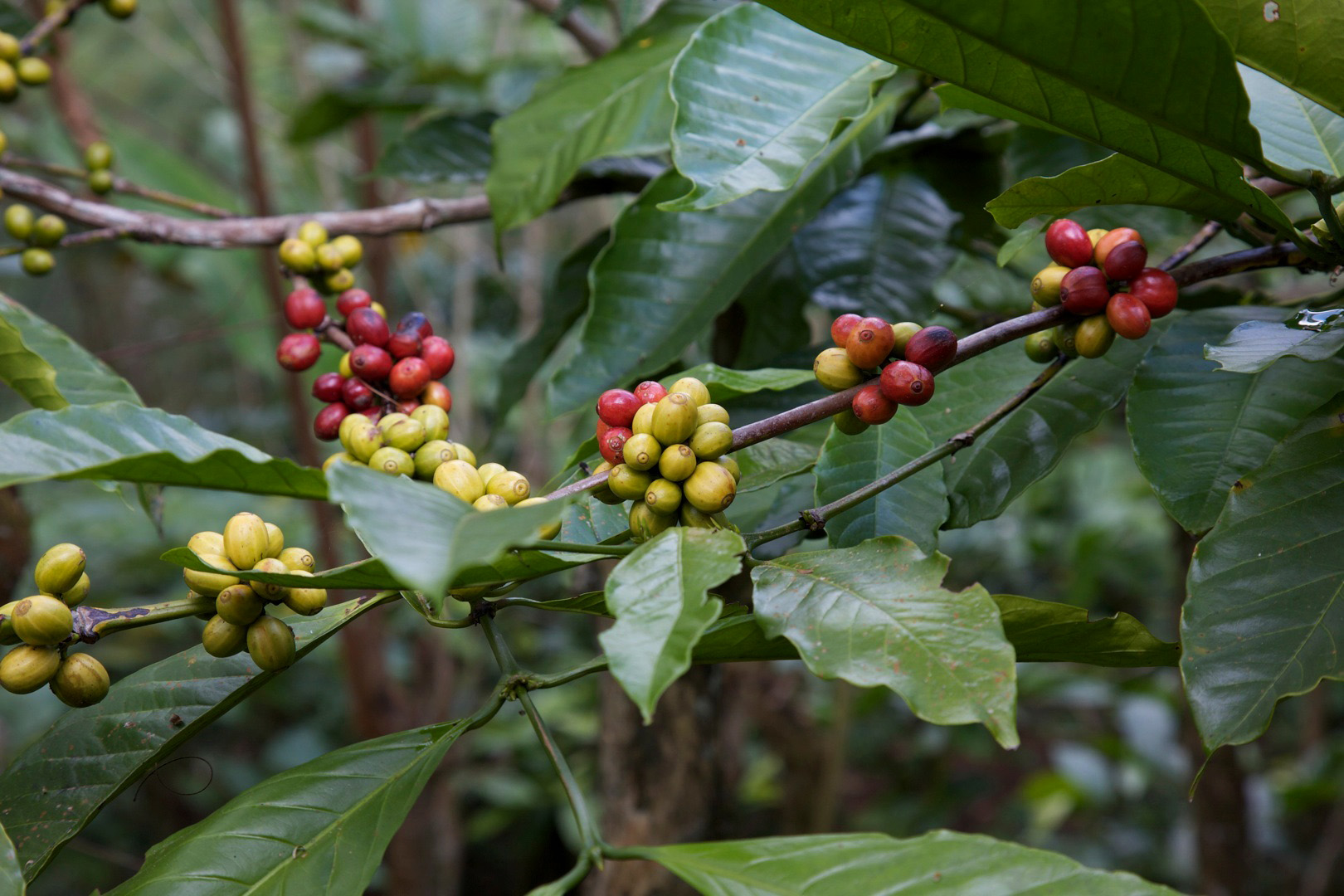
Fructe de cafea

Cafeaua este o băutură de culoare neagră ce conține cofeină și care se obține din boabe de cafea prăjite și măcinate. Boabele de cafea sunt fructele arborilor de cafea din familia Rubiaceae, genul Coffea, cu două varietăți mai importante: Coffea arabica și Coffea robusta (Coffea canephora). Coffea arabica furnizează sorturile cu aromele cele mai fine, pe când Coffea robusta este mai amară și mai puțin aromată. Calitatea cafelei este influențată de locul de cultivare, depozitare și procesul de torefiere a boabelor de cafea.
Cafeaua este un lichid de culoare neagră, este amară și ușor acidulată, având un efect stimulant la oameni datorită conținutului de cofeină. Este una dintre cele mai populare băuturi și se poate consumă în diferite forme (de exemplu espresso sau cappuccino). De obicei este consumată ca o băutură caldă, dar cafeaua cu gheață este o alternativă răspândită. Unele studii indică faptul că are un efect benefic asupra adulților, însă studiile pe termen lung nu au putut demonstra acest lucru datorită calității precare ale acestora.
Cele mai vechi informații credibile cu privire la consumul de cafea datează din secolul al XV-lea, din Yemen, Peninsula Arabică. În acele regiuni, boabele de cafea au fost pentru prima dată prăjite și consumate într-un mod similar celui din prezent. Originea boabelor de cafea se crede a fi din regiunea Etiopia, Africa de Nord.
În anul 2016, Brazilia era pe primul loc în lume din punct de vedere al producției boabelor de cafea, ceea ce se traduce într-o producție de o treime din totalul cafelei produse la nivel mondial.

## Etimologie

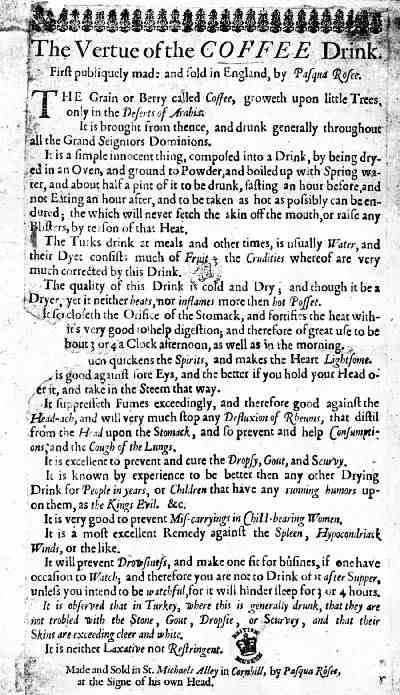
O reclamă în format de foaie volantă din 1652 pentru vânzarea cafelei în St. Michael's Alley, Londra.

Originea denumirii ar proveni din regiunea Koffe din podișul Etiopiei unde au fost descoperite pentru prima dată plante de cafea și apoi introduse în lumea arabă. Cafea [ˈkafe, kaˈfeː] este pronunțat în limba turcă kahve, iar în arabă arabă قهوة qahwa o trunchiere a cuvântului qahhwat al-bun sau „vinul boabei” (băutură excitantă sau stimulent).
Cuvântul coffee a apărut în limba engleză prin cuvântul german Koffie, în anul 1598.
Cafeaua este produsă în peste 50 de țări de pe glob, principalul producător fiind Brazilia, urmată de Vietnam, Columbia, Indonezia și Mexic
Istoria cuvântului cafea implică mai multe dificultăți fonetice. Limbile europene au luat numele de la o băutură de origine arabă din jurul anilor 1600, qahwah, nu direct, ci prin forma sa turcă, kahveh. Acesta nu era numele plantei, ci a băuturii făcută din infuzie, fiind inițial unul dintre numele utilizate pentru vin în arabă.
Sir James Murray, în New English Dictionary (Ulterior dezvoltat în Oxford English Dictionary), spune că unele persoane au presupus că acest cuvânt este de origine străină, probabil din Africa, și au crezut că are legătură cu numele Kaffa, un oraș din Shoa, sud-vestul Abisiniei, reputatul loc natal al plantei de cafea, dar nu există dovezi în acest sens, iar numele qahwah nu este dat de boabe sau de plantă, care se numește bunn, numele nativ în Shoa fiind būn.
Într-o contribuție la simpozionul Notes and Queries cu privire la etimologia cuvântului cafea, din 1909, James Platt, Jr., nota):
"Forma turcă pare să fi fost scris kahvé, cu litera finală h nepronunțată niciodată. Sir James Murray atrage atenția asupra existenței a două tipuri europene, unul la fel ca și cuvântul francez café, italian caffè, iar pe de altă parte asemănător cu cuvântul englez coffee, sau olandez koffie. El explică vocala o din a doua serie ca aparent reprezentând grupul au, ahv în turcă. Acest aspect pare nesprijinit de dovezi, iar v este deja reprezentat de ff, astfel încât în ipoteza lui Sir James coffee este echivalentul lui kahve, ceea ce este puțin probabil. Schimbarea de la a la o, în opinia mea, este mai bine reprezentată ca o apreciere imperfectă. Sunetul exact a lui ă în arabă și în alte limbi orientale este cel al unui u în limba engleză, ca în "cuff." Acest sunet, relativ ușor pentru noi, este o mare piatră de încercare pentru alte națiuni. Eu judec că olandezul koffie și formele sale înrudite sunt încercări imperfecte de pronunție a vocalei pe care autorii nu au putut-o înțelege. Este clar că tipul francez este mai corect. Germanii au corectat cuvântul lor koffee, pe care l-au luat din olandeză, în kaffee. Limbile scandinave au adoptat forma franceză. Mulți probabil că se întreabă cum a ajuns grupul original hv să devină ff în cuvintele europene echivalente. Sir James Murray nu face nici o încercare de a rezolva această problemă."
Virendranath Chattopádhyáya, care a contribuit de asemenea la simpozionul Notes and Queries, a susținut că hw din cuvântul arab qahwah devine uneori ff, și uneori doar f sau v în traducerile europene, întrucât unele limbi, cum ar fi engleza, au accente silabice puternice, în timp ce alții, precum francezii, nu au nici unul. Din nou, el arată că h-ul aspirat surd se aude în unele limbi, dar este greu perceptibil în altele.
Col. W.F. Prideaux, un alt colaborator, a susținut că în limbile europene a ajuns o formă a cuvântului cafea cuvânt direct din limba arabă arabă qahwah, citând din Hobson-Jobson în sprijinul acestei teorii:
Chaoua în 1598, Cahoa în 1610, Cahue în 1615. În timp ce Sir Thomas Herbert (1638) prevede în mod expres că "se bea (în Persia) ... mai presus de toate celelalte, Coho sau Copha: numită de turci și arabi Caphe și Cahua. " Aici pronunțiile persană, turcă, și arabă sunt clar diferențiate.
Col. Prideaux apelează apoi, în calitate de martor pentru pronunția anglo-arabă, la o persoană ale cărei argumentații nu erau disponibile când au fost scrise Noul dicționar englez și articolele Hobson-Jobson. Aceasta este John Jourdain, un marinar din Dorsetshire, al cărui Jurnal a fost tipărit de către Societatea Hakluyt în 1905. La 28 mai 1609, el înregistrează că "în după amiaza în care  am plecat din Hatch (Al-Hauta, capitala districtului Lahej lângă Aden), și am călătorit până la trei dimineața, și apoi ne-am odihnit pe câmp până la trei ziua următoare, lângă o casă de cafea în deșert. " Pe 5 iunie grupul, care călătorea de la Hippa (Ibb), "intră în munți, cămilele noastre fiind îmbrăcate, și noi înșine chiar mai bine. Acest munte este numit Nasmarde (Nakīl Sumāra), unde crește toată cafeaua." Mai departe a fost "un mic sat, unde se vindea cafea și fructe. Semințele acestei cafele este o bună afacere, întrucât sunt transportate la Marele Cairo și toate celelalte locuri din Turcia și Indii." Prideaux, cu toate acestea, menționează că un alt marinar, William Revett, în jurnalul său (1609) spune, referindu-se la Mocha, că "Shaomer Shadli (șeicul Ali bin 'Omar esh-Shādil) a fost primul inventator al băuturii de cafea, fiind foarte stimat pentru aceasta. " Acest lucru îl face mai degrabă pe Prideaux să considere că pe coasta Arabiei, și în orașele comerciale, pronunția persană era fost în vogă, în timp ce în interior, unde Jourdain a călătorit, englezul reproducea limba arabă.
Chattopádhyáya, discutând opiniile Col. Prideaux așa cum au fost ele exprimate mai sus, a declarat:
Col. Prideaux se poate îndoi "dacă cinstitul marinar, scriind cuvântul în jurnalul său, a fost influențat de principiile greu de înțeles ale fonetică enunțate" de către mine, dar el va admite că schimbarea de la kahvah la coffee este o schimbare fonetică, și trebuie că se datorează funcționării unui principiu fonetic. Omul de rând, atunci când încearcă să scrie un cuvânt străin în propria sa limbă, este handicapat considerabil de capacitatea sa fonetică moștenită și dobândită. Și, de fapt, dacă luăm citatele din "Hobson-Jobson," și clasificăm diferitele forme ale cuvântului cafea în funcție de naționalitatea scriitorului, vom obține rezultate foarte interesante.
Să luăm englezii și olandezii în primul rând. În Scrisorile lui Danvers (1611), avem atât "coho pots" cât și "coffao pots". Sir T. Roe (1615) și Terry (1616) folosesc cuvântul cohu. Sir T. Herbert (1638) folosește coho și copha, Evelyn (1637), coffee, Fryer (1673) coho; Ovington (1690), coffee, și Valentijn (1726), coffi. Iar de la cele două exemple date de colonelul Prideaux, vom vedea că Jourdain (1609) folosește cohoo, și Revett (1609) cohoo
În cartea English Factories in India a lui Foster (1618-1621, 1622-1623, 1624-1629) apare următoarea evoluție a cuvântului “cafea”: cowha (1619), cowhe, couha (1621), coffa (1628).
Pentru alte limbi, cea mai veche mențiune europeană este a lui Rauwolf, Alep, 573. El folosea forma chaube. Prospero Alpini (1580) folosea caova; Paludanus (1598) chaoua; Pyrard de Laval (1610) cahoa; P. Della Valle (1615) cahue; Jac. Bontius (1631) caveah, și Journal d’Antoine Galland (1673) cave. Englezii foloseau anumite forme distincte, precum cohu, coho, coffao, coffao, copha, coffee, care diferă de transliterarea mai corectă din alte limbi.
În 1610 evreul portughez, Pedro Teixeira (în ediția Societății Hakluyt a Călătoriilor sale) a folosit cuvântul kavàh.
Inferențele din aceste forme de tranziție par a fi:
1. Cuvântul și-a găsit calea în limbile europene atât din turcă cât și din limba arabă.
2. Formele în engleză (care au accent mai puternic pe prima silabă) au ŏ în loc de ă, și f în loc de h.
3. Formele din alte limbi sunt neaccentuate și nu au niciun h. Originalul v sau w (sau labializat u) este reținut sau schimbat în f.
Se poate afirma, în consecință, că motivul principal pentru existența a două tipuri distincte de ortografie este omiterea lui h în limbile cu forma neaccentuată, și conversia lui h în f în cazul accentului puternic în limbile cu forma accentuată. O astfel de transformare are loc adesea în turcă. De exemplu, silah dar în persană (care este o limbă cu forme foarte accentuate) devine zilif dar în limba turcă. În limbile din India, pe de altă parte, în ciuda faptului că formele aspirate sunt de obicei foarte clar pronunțate, cuvântul qăhvăh este pronunțat kaiva de clasele mai puțin educate, ca urmare a silabelor a fel de accentuate.
Din punctul de vedere al etimologilor francezi, Jardin opinează că, în ceea ce privește etimologia cuvântului cafea, oamenii de știință nu sunt de acord și probabil că niciodată nu vor fi. Dufour spune că acest cuvânt este derivat din caouhe, un nume dat de turci la băutură preparată din semințele de cafea. Chevalier d'Arvieux, consulul francez la Alet, Savary, și Trevoux, în dicționarul său consideră cuvântul cafea ca provenind din limba arabă, din cuvântul cahoueh sau quaweh, care înseamnă a da vigoare sau putere, pentru că, spune d'Arvieux, efectul său cel mai proeminent este de a fortifica și întări. Tavernier combate această opinie. Moseley atribuie originea cafelei cuvântului kaffa. Sylvestre de Sacy, în Crestomanția arabă, publicată în 1806, crede că cuvântul kahwa, sinonim cu makli, prăjit într-o sobă, ar putea fi foarte bine etimologia cuvântului cafea. D'Alembert, în dicționarul său enciclopedic, scrie cuvântul sub forma caffé . Jardin ajunge la concluzia că oricare origine ar fi dintre aceste etimologii diferite, rămâne un fapt stabilit că respectivul cuvânt cafea provine de la un cuvânt arab, fie că este vorba kahua, kahoueh, kaffa sau kahwa, și că popoarele care au adoptat băutura au modificat cu toate cuvântul arab pentru a se potrivi pronunției lor. Acest lucru este demonstrat prin modul cum se scrie cuvântul în diferite limbi moderne:
Engleză, coffee, franceză, café; bretonă, kafe; germană, kaffee (arborele de cafea, kaffeebaum); olandeză, koffie (arborele de cafea, koffieboonen); daneză, kaffe; finlandeză, kahvi; maghairă, kavé; bohemiană, kava; poloneză, kawa; română, cafea; croată, kafa; sârbă, kava; rusă, kophe; suedeză, kaffe; spaniolă, café; bască, kaffia; italiană, caffè; portugheză, café; latină (științific), coffea; turcă, kahué; greacă, kaféo; arabă, qahwah (boabe de cafea, bun); persiană, qéhvé (boabe de cafea, bun); annamită, ca-phé; cambodgiană, kafé; tamil, kapi-kottai or kopi; chineză, kia-fey, teoutsé; japoneză, kéhi; malayeziană, kawa, koppi; abisiniană, bonn; esperanto, kafva.

## Istoric
Originea cafelei s-ar afla într-o regiune a Etiopiei numită Koffe și apoi introdusă în lumea arabă prin Egipt și Yemen, unde începe să se cultive în scopuri comerciale.
În trecut cafeaua era considerată aliment și nu băutură. Triburile est-africane măcinau boabele crude de cafea și prin amestecarea cu grăsime animală obțineau o pastă pe care războinicii o consumau pentru a avea mai multă energie în timpul luptelor.
Începând cu anul 1000, renumitul tămăduitor Avicenna, administra cafea în chip de medicament. Boabele de cafea erau fierte și transformate într-o băutură numită qahwa. Etiopienii obțineau un fel de vin din fructele de cafea, prin fermentarea în apă a boabelor uscate.
În secolul al XVI-lea, cafeaua se răspândește în Orientul Mijlociu (Persia și Turcia). 

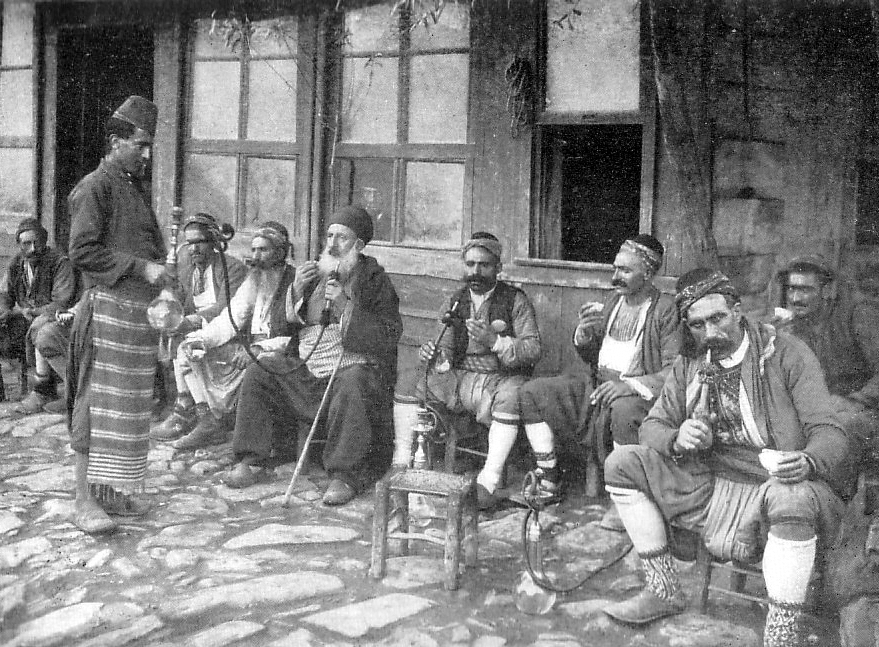
Cafenea din Constantinopol în 1905

Primul magazin de cafea s-a deschis la Constantinopol în 1475, fiind numit Kiva Han. Începând cu 1512, efectele stimulatoare ale cafelei au determinat imamii conservatori din lumea arabă să interzică consumul acesteia pentru musulmani. Cu toate acestea, prima cafenea a fost deschisă la Damasc în 1530.
Logofătul Ioan Tăutu (?- 1511) este considerat a fi fost primul băutor de cafea din Moldova.
Din Orientul Mijlociu cafeaua s-a răspândit în India, Indonezia și America, dar și în Italia, prin schimburile comerciale dintre negustorii venețieni și cei din Africa de Nord și Egipt. Din Italia a fost introdusă în restul Europei și acceptată pe scară largă după 1600 când Papa Clement al VIII-lea a numit-o „băutură creștină”, în ciuda provenienței sale. Prima cafenea din Europa a fost deschisă la Veneția în 1645.
În Marea Britanie cafeaua a fost adusă de către comercianții care aduceau mărfuri din Turcia. Prima cafenea a fost deschisă la Londra în 1652 sub numele de Grand Cafe, iar cafeneaua Queens’s Lane deschisă în Oxford în 1654, este în funcțiune și astăzi. Până în 1675 existau 3000 de cafenele în întreaga Anglie.
Prima cafenea (”cahvenea”) se deschide în București, la 1667, proprietatea unui fost ienicer, Kara Hamie.
În 1672 se deschide prima cafenea la Paris, iar în Viena în 1683, după Al doilea Asediu al Vienei purtat împotriva otomanilor.
Olandezii au fost primii care au importat cafeaua la nivel industrial și au cultivat-o în coloniile lor din Java și Ceylon la sfârșitul secolului al XVII-lea și sunt cei care au introdus-o în Japonia. Francezii încep cultivarea cafelei în Martinica și Antile, englezii, spaniolii și portughezii în Asia și America.
În anul 1727 cafeaua ajunge în Brazilia unde începe să fie cultivată pe suprafețe din ce în ce mai mari, devenind în scurt timp una din principalele resurse economice ale țării.
După anii 1700, cafeaua ajunge până în cele două Americi datorită unui căpitan francez de infanterie care a adus cu el o mică plantă în lunga sa călătorie peste Atlantic. La 1773 cafeaua este proclamată băutură națională în Statele Unite ale Americii, devenind băutura preferată la micul dejun.
În 1822, în Franța, este construit primul aparat pentru cafea espresso.
Este înființată de Grigore Capșa în 1891, celebra cafenea Capșa, care devine spațiul cultural și politic al societății bucureștene.
Hills Bros., o companie americană cu sediul în San Francisco, începe în anul 1900 ambalarea în pungi vacuum a cafelei prăjite și râșnite, în detrimentul magazinelor de prăjire și râșnire a cafelei.
Compania elvețiană Nestlé a pus bazele producției industriale în 1938 cu produsul său Nescafé.
În Italia Luigi Bezzera inventează aparatul de espresso în 1901, care este perfecționat de Achilles Gaggia în 1946, obținând astfel primul Cappuccino, denumit după asemănarea culorilor alb-negru cu robele călugărilor din ordinul Capucini.

## Compoziție
| Componente         | Cafea verde % | Cafea prăjită % |
| ------------------ | ------------- | --------------- |
| Apă                | 11,3          | 2,7             |
| Substanțe azotoase | 12,6          | 13,9            |
| Cofeină            | 1,9           | 1,3             |
| Grăsimi            | 11,7          | 14,4            |
| Zahăr              | 6,3           | 2,8             |
| Dextrină           | 0,4           | 1,3             |
| Acid cafetanic     | 8,4           | 4,7             |
| Celuloză           | 23,9          | 23,9            |
| Substanțe minerale | 3,8           | 3,9             |
| Substanțe solubile | 29,3          | 28,8            |

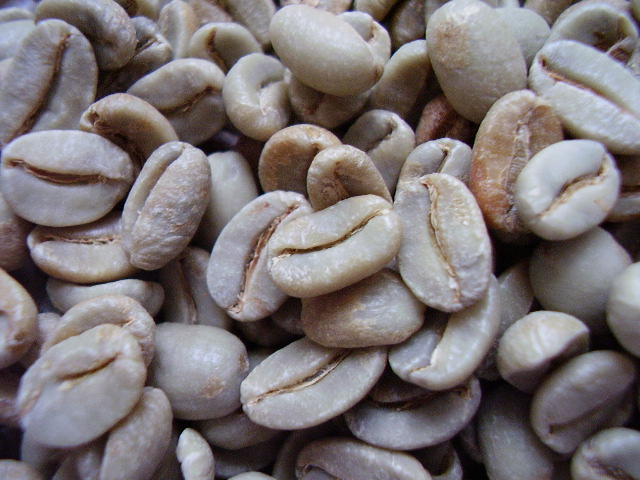
Boabe de cafea crude

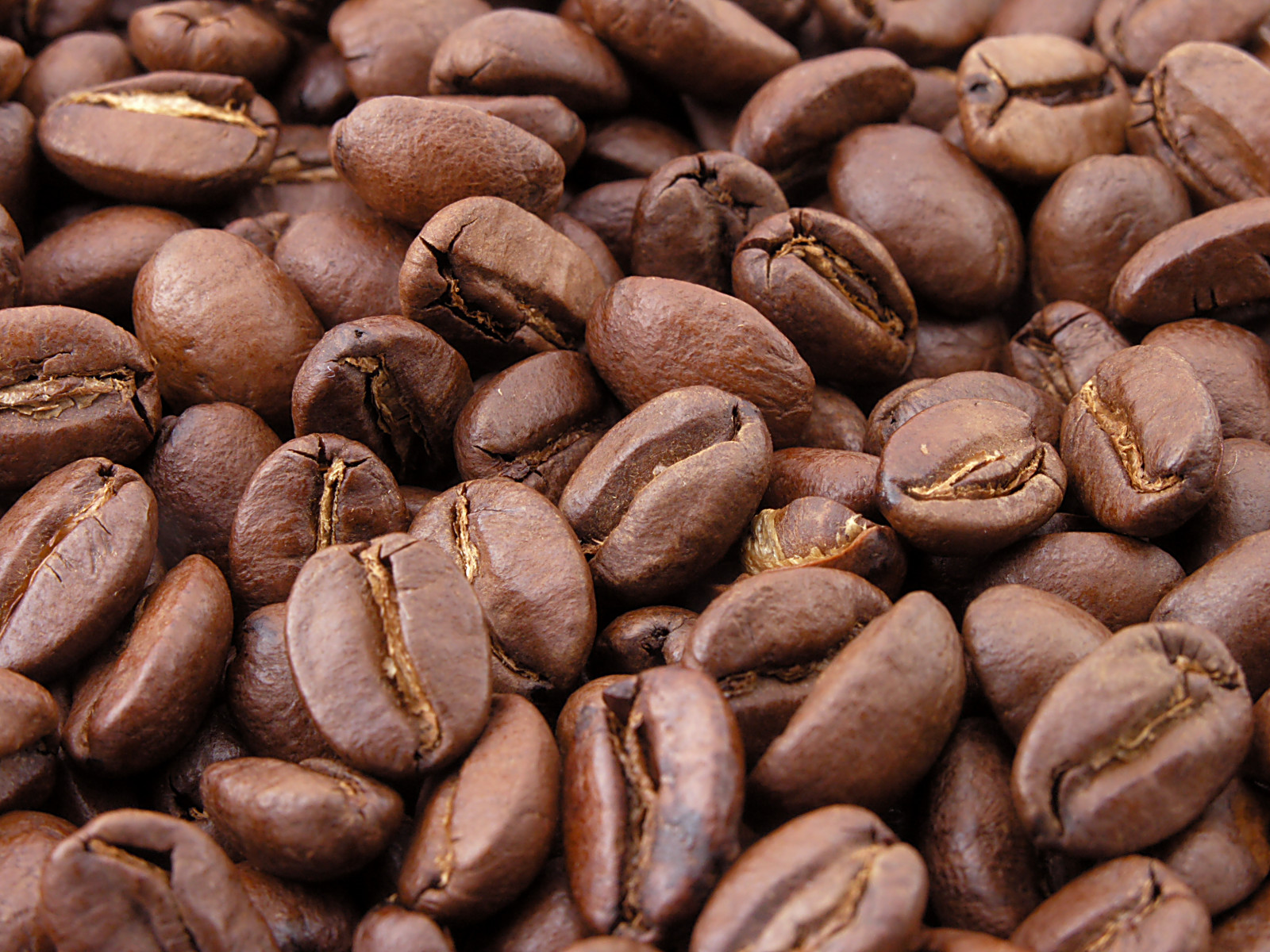
Boabe de cafea prăjite

Boabele de cafea prăjite înregistrează pierderi în greutate până la 16-18% datorită evaporării apei și descompunerii unor substanțe pe care le conțin, componentele sunt modificate, precum și o creștere în volum a boabelor de cafea, până la 25%.

## Soiuri
Se cunosc aproape 80 de soiuri de cafea, din care se cultivă în scopuri industriale soiurile Arabica, Robusta, Liberica și Maragogype.
Arabica este cea mai apreciată și cultivată cafea. Se obține din arborele coffea arabica originar din Etiopia și numără aproape 200 de specii. Multe varietăți au luat naștere fie prin adaptarea la soluri diferite, fie prin hibridare cum ar fi: Blue mountain în Jamaica, Moka cu gust fructuos, Bourbon apărut în Insulele Mauritius, Java etc.
Arabica este o cafea cu mai puțină cofeină (0.8 și 1.4) %, apreciată datorită calităților sale aromatice și fineții gustului.
Robusta (Coffea canephora sau Coffea robusta) are un conținut ridicat de cofeină (1,7 – 4%), un gust puternic și mai puțin aromatizat. Robusta se evidențiază prin gustul tare, mai amar, mult mai pregnant decât la cafeaua Arabica . Robusta este utilizată foarte mult în producția de cafea solubilă (instant) și în gama de cafea espresso, precum și în amestec cu Arabica pentru a sublinia aroma cafelei.
Liberica, originară din regiunea Monrovia, Liberia, este asemănătoare cu Robusta, are de asemenea o creștere rapidă și poate rezista la condiții climaterice nefavorabile. Se cultivă exclusiv în câmpiile subtropicale ale Africii de Vest și Americii de Sud, unde umiditatea este foarte mare și temperatura cuprinsă între 20 și 25 °C. Boabele sunt adesea deformate, de dimensiune medie și culoare de la brună la galbenă. Calitatea acestei specii de cafea este mediocră.
Maragogype. Acest arbore de cafea a fost descoperit în vecinătatea orașului Maragogype, statul Bahia din Brazilia. Este un hibrid rezultat prin încrucișarea dintre arabica și liberica. Este cafeaua cu cele mai mari boabe din lume, dimensiunile boabelor sunt de 2-3 ori mai mari. Cultura sa este extrem de împrăștiată (Guatemala, Brazilia, Nicaragua, Mexic, Columbia și Java), la o altitudine variind între 600 și 1000m. Boabele de cafea ale acestui arbust sunt de culoare verzuie, de calitate superioară și medie, iar cafeaua are un gust fin și parfumat.
Sfânta Elena numită și cafeaua lui Napoleon, deoarece a fost cafeaua preferată a acestuia în perioada exilulul din această insulă. Această cafea crește într-un sol vulcanic, cu utilizarea exclusivă a îngrășămintelor naturale cum ar fi guano (excrementul de liliac). Cafeaua are un gust deosebit, consistent și plăcut, cu tente florale de citrice și caramel.
Panama Boquete Geisha este un soi care crește la altitudinea de 1.700 de metri, în apropierea vulcanului Baru din Panama. Datorită altitudinii, această cafea are o savoare specială, o aromă ultrafină și aciditate moderată.
Kopi Luwak sau „cafeaua milionarilor“ este o cafea recoltată din insulele Java, Sumatra, Bali, Sulawesi, Filipine, Timorul de Est și din unele zone din India. Boabele acestei cafele nu sunt culese direct de pe plantă, ci numai după ce au fost ingerate și apoi eliminate parțial digerate de un animal numit civetă de palmier (Paradoxurus hermaphrodites). Acest animal are în tubul digestiv o enzimă cu proprietatea de a reduce gustul amărui al cafelei.
Black Ivory este obținută din boabele de cafea înghițite, digerate și eliminate pe cale naturală de către elefanți. Procedura de obținere a cafelei este asemănătoare cu cea pentru fabricarea cafelei Kopi Luwak. Prin acest proces cafeaua capătă un gust special, devine mai rafinată, puțin mai amară, cu ușoară aromă de ciocolată, fructe, nuci, măceșe. Această aromă se datorează faptului că boabele de cafea sunt digerate odată cu banane, trestie de zahăr și alte elemente din hrana elefanților. 

Black Ivory este considerată cea mai bună cafea, dar este foarte rară și greu de găsit, prețul fiind chiar mai ridicat decât al cafelei Kopi Luwak.
Această cafea poate fi gustată doar în câteva hoteluri de 5 stele din Tailanda, Maldive, Abu Dhabi și într-un singur local din S.U.A., „The Elephant Story”.

## Cultivare

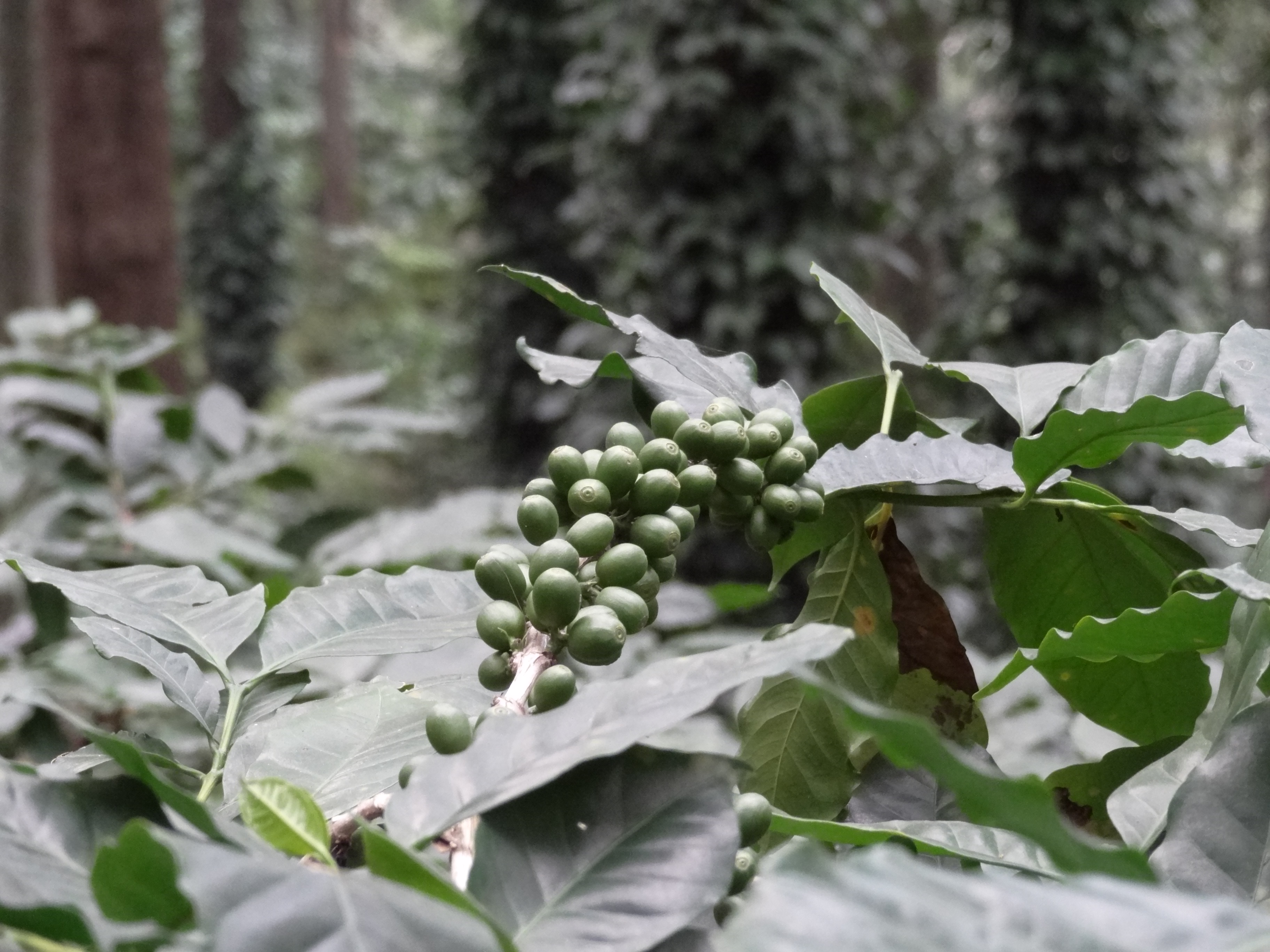
Boabe de cafea necoapte în Valea Araku, India

Metoda tradițională de plantare a cafelei este de a plasa 20 de semințe în fiecare gaură la începutul sezonului ploios. Prin această metodă se pierde circa 50% din potențialul semințelor, aproximativ jumătate nu reușesc să înmugurească. O metodă mai eficientă de cultivare a cafelei este folosită în Brazilia, respectiv creșterea de puieți în pepiniere, care sunt apoi plantați în exterior după șase până la douăsprezece luni. Cafeaua este adesea cultivată întrepătruns cu culturi alimentare, cum ar fi porumb, fasole, sau orez, în primii ani de cultivare, pentru ca fermierii să se familiarizeze cu cerințele sale.
Dintre cele două specii principale cultivate, cafeaua arabica este în general mai apreciată de cultivatori decât cafeaua robusta. Robusta tinde să fie amară și este mai puțin aromată, dar este mai rezistentă decât arabica. Din aceste motive, aproximativ trei sferturi de cafea cultivate la nivel mondial este arabica. Tulpinile de robusta conțin, de asemenea, aproximativ 40-50% mai multa cofeină decât arabica. Din acest motiv, este folosită ca un substitut ieftin pentru arabica în multe amestecuri de cafea comerciale. Semințele de robusta de calitate sunt utilizate în espresso italian tradițional, pentru a oferi un gust desăvârșit și o spumă mai bună (cunoscută sub numele de cremă).

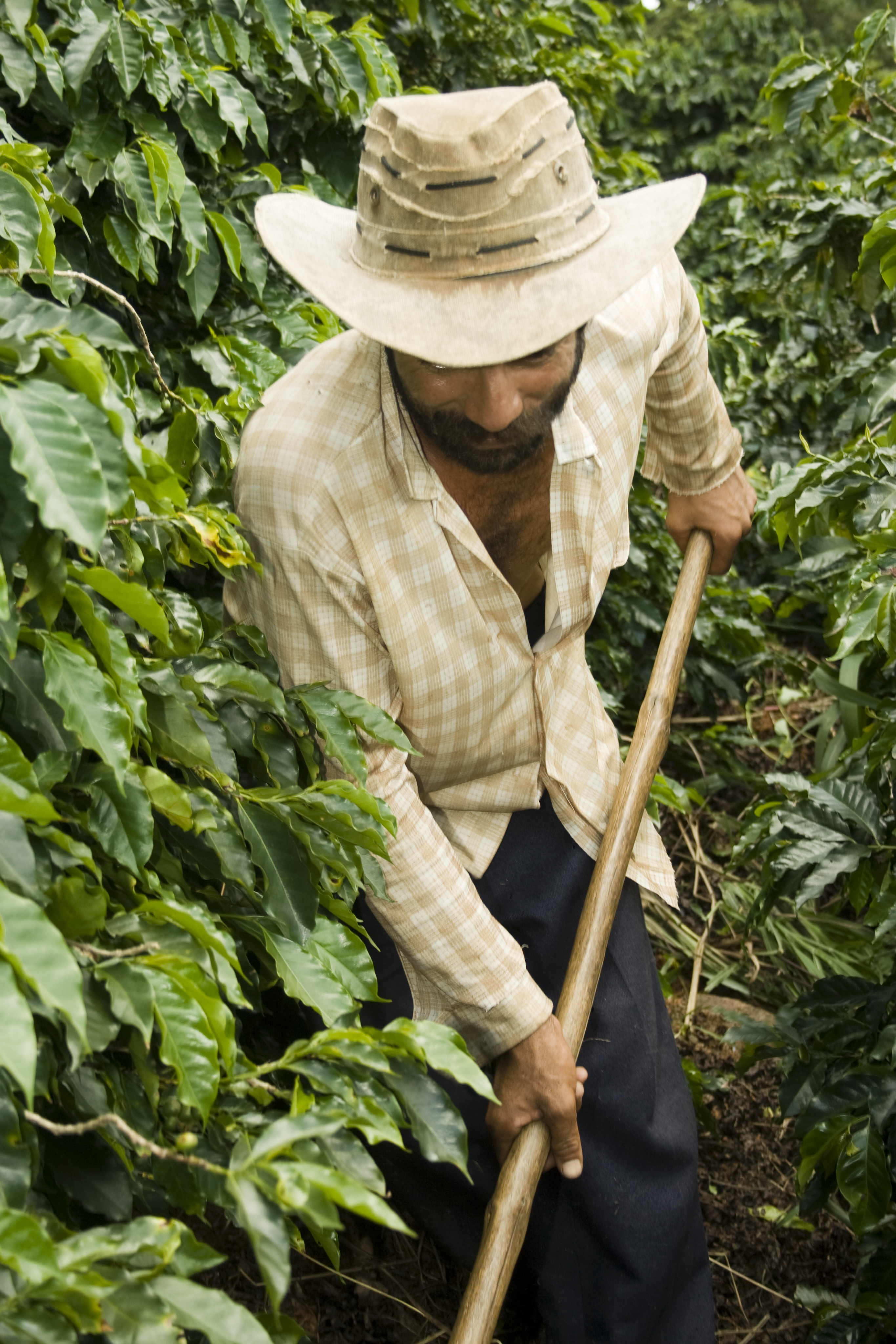
Un fermier cultivând cafea în mediul rural, Brazilia

Robusta este mai puțin predispusă la boli decât arabica, și poate fi cultivată la altitudini mai joase și climă mai caldă, unde arabica nu ar rezista. Tulpina robusta a fost prima colectată în anul 1890, de la râul Lomani, un afluent al fluviului Congo, și a fost transmisă din Zair (acum Republica Democrată Congo) la Bruxelles, la Java, în jurul anului 1900. Din Java, răspândirea în continuare a cafelei a dus la înființarea de plantații robusta în multe țări. În special datorită răspândirii bolii rugina frunzelor (Hemileia vastatrix), la care arabica este vulnerabilă, s-a grăbit gradul de utilizare al robustei, mai rezistentă. Rugina de frunze la cafea se găsește în aproape toate țările care produc cafea.
Peste 900 de specii de insecte au fost înregistrate ca dăunători ai plantei de cafea din întreaga lume. Dintre acestea, peste o treime sunt gândaci, iar peste un sfert sunt insecte. Aproximativ 20 de specii de nematozi, 9 specii de acarieni, și mai mulți melci atacă, de asemenea, culturile. Păsările și rozătoarele mâncau, uneori, fructele sălbatice de cafea, dar impactul lor este minor în comparație cu nevertebratele. În general, arabica este mai sensibilă la atacul nevertebratelor. Fiecare parte a plantei de cafea este asaltată de diferite animale. Nematozi atacă rădăcinile, iar gândacii își fac vizuină în tulpini și materialele lemnoase. Frunza este atacată de peste 100 de specii de larve (omizi), de fluturi și molii.
Pulverizarea în masă de insecticide s-a dovedit adesea dezastruoasă, întrucât prădătorii dăunătorilor sunt mai sensibili decât dăunătorii înșiși. În schimb, s-a dezvoltat gestionarea integrată a dăunătorilor, folosind tehnici precum tratamentul țintit pe dăunători, și gestionarea mediului de cultură departe de condițiile favorizante pentru dăunători.

### Efecte ecologice

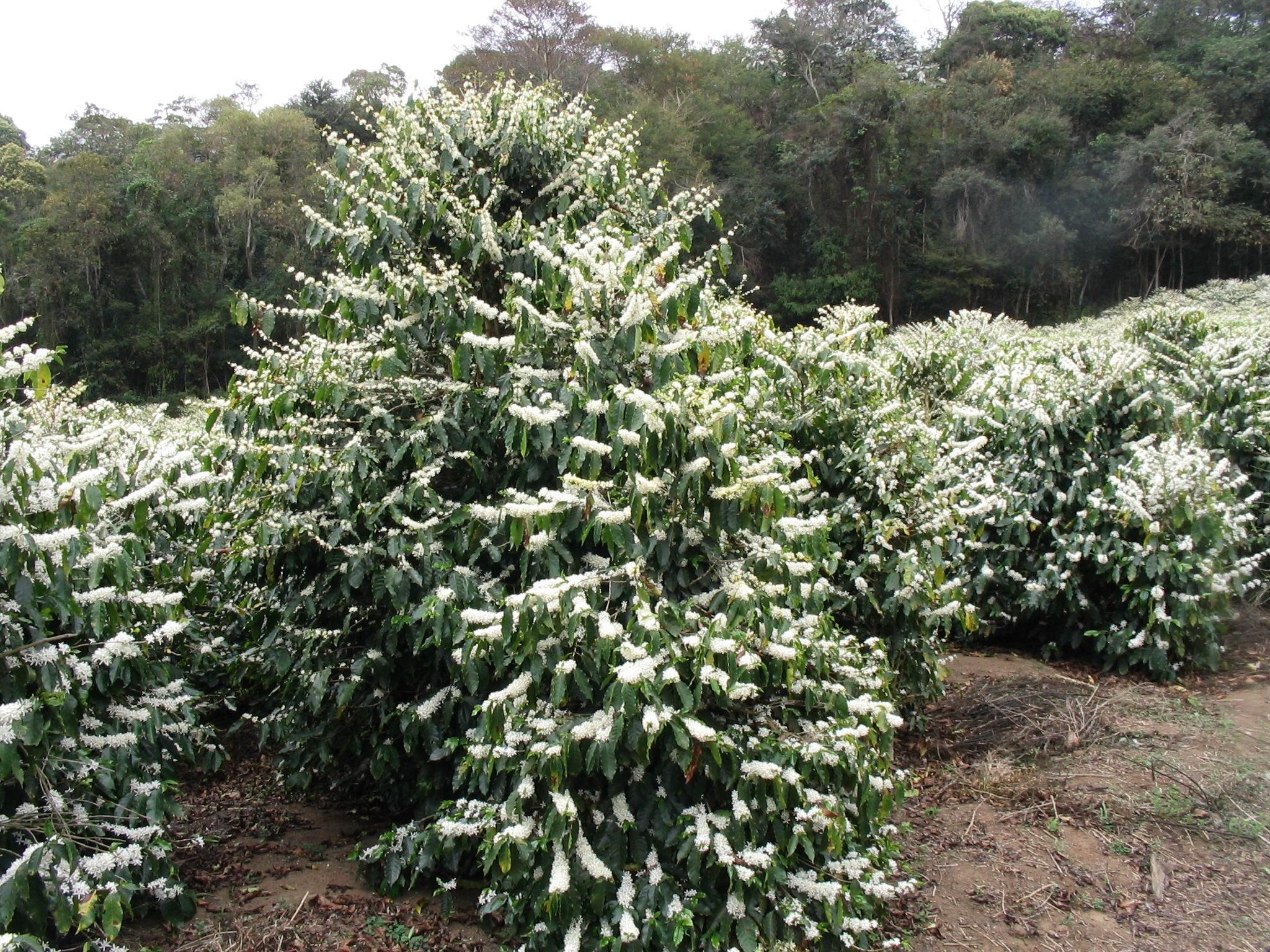
Un copac Coffea arabica înflorit într-o plantație din Brazilia

Inițial, cultivarea cafelei a fost făcută în umbra copacilor care ofereau un habitat pentru multe animale și insecte. Resturile de arbori forestieri erau folosite în acest scop, dar erau plantate în acest scop și multe specii, inclusiv copacii leguminoși din familiile Acacia, Albizie, Cassia, Erythrina, Gliricidia, Inga și Leucaena, precum și plante neleguminoase de fixare a azotului din familia Casuarina, și stejarul mătăsos Grevillea robusta.
Această metodă este cunoscută sub denumirea de metoda tradițională în umbră sau "creșterea în umbră". Începând din anii 1970, mulți fermieri au apelat la metode proprii de producție prin cultivarea la soare, în care cafeaua este cultivată în rânduri sub plin soare, umbrită puțin sau deloc de pădure. Acest lucru face ca fructele de cafea să se coacă mai rapid și arbuști să producă cu randamente mai mari, dar necesită defrișarea arborilor și utilizarea sporită a îngrășămintelor și a pesticidelor, care dăunează mediului și cauzează probleme de sănătate.
Plantele de cafea neumbrite cultivate cu îngrășăminte dau cea mai multă cafea, cu toate că din culturile nefertilizate umbrite, în general, se obține mai multă cafea decât din culturile nefertilizate neumbrite: răspunsul la îngrășământ este mult mai mare în plin soare. Deși în producția tradițională de cafea fructele se coc mai lent și au randamente mai mici, calitatea cafelei este considerată superioară. În plus, metoda tradițională umbrită oferă un habitat pentru mai multe specii de animale sălbatice. Susținătorii cultivării umbrite spun că problemele de mediu, cum ar fi defrișarea, poluarea cu pesticide, distrugerea habitatului și a solului și degradarea apei, sunt efectele secundare ale practicilor utilizate în cazul cultivării la soare.
Asociația Americană a Păsărilor, Centrul Smithsonian pentru Păsări Migratoare, Fundația Națională pentru Ziua Arborilor și Alianța pentru Reîmpăduriri au condus o campanie pentru cultivarea umbrită și cafea organică, care poate fi recoltată în mod durabil. Sistemele de cultivare umbrită a cafelei prezintă o mai mare biodiversitate decât sistemele complete la soare.
O altă problemă în ceea ce privește cafeaua este utilizarea apei. Este nevoie de aproximativ 140 de litri de apă pentru a crește boabele de cafea necesare pentru a produce o ceașcă de cafea, iar cafeaua este adesea cultivată în țările în care există un deficit de apă, cum ar fi Etiopia.
Zațul de cafea poate fi folosit pentru compostare sau ca mulci. El este în mod special apreciat de viermi și plantele iubitoare de acid, cum ar fi afinele. Unele magazine de cafea comerciale desfășoară campanii pentru o mai bună utilizare a acestor resturi de cafea, precum proiectul "Zaț pentru grădina ta" și inițiativa comunitară ”Din pământ în pământ” ale lui Starbucks.
Experții au avertizat că schimbările climatice pot avea un impact semnificativ asupra randamentelor de cafea în câteva decenii. Un studiu realizat de Kew Royal Botanic Gardens a concluzionat că încălzirea globală amenință diversitatea genetică a plantelor Arabica din Etiopia și țările din jur.

## Prelucrare

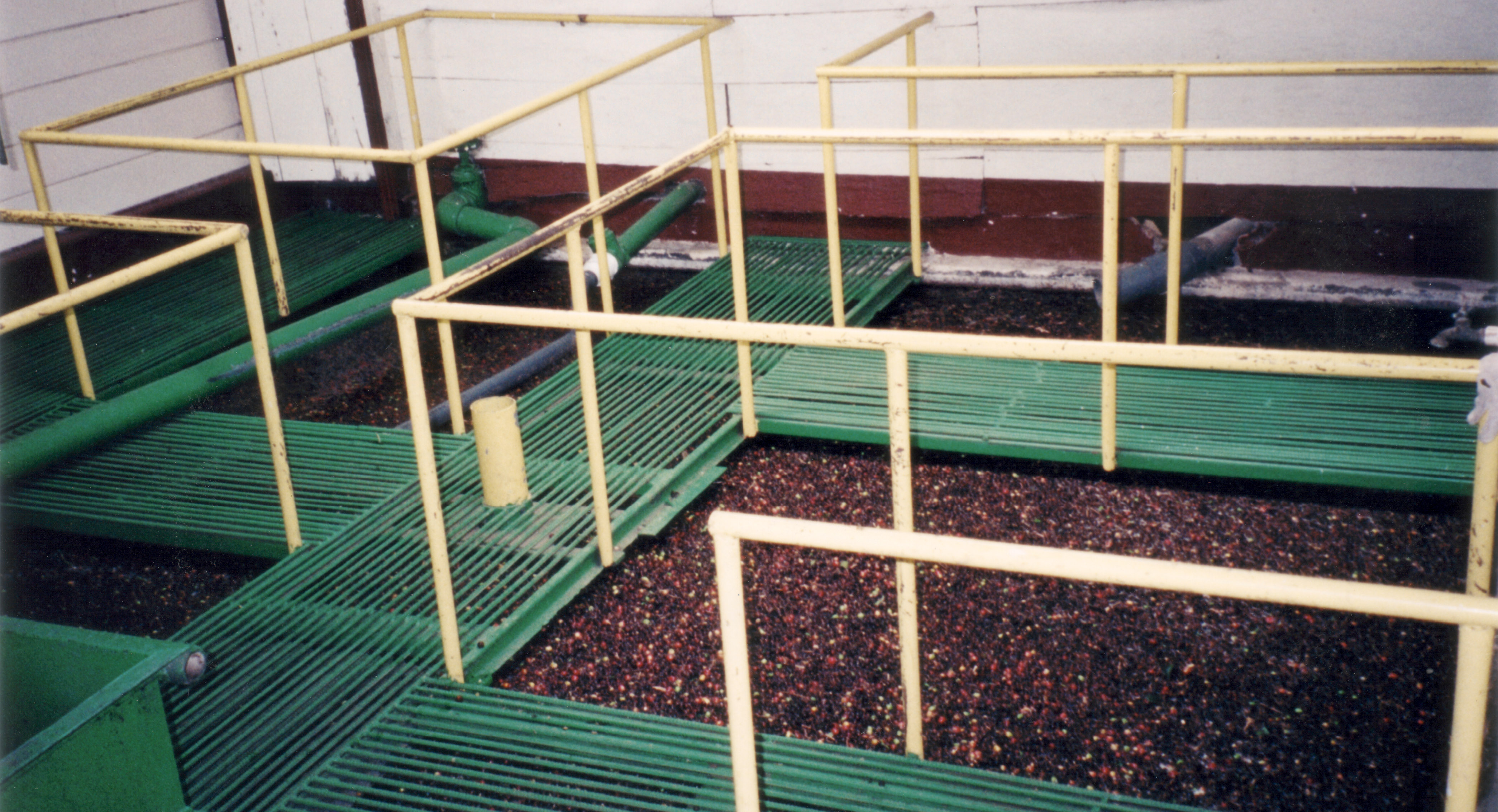
Sortarea boabelor de cafea în apă

Prelucrarea reprezintă o serie de procese la care urmează să fie supuse boabele de cafea, cum ar fi procesarea, prăjirea și măcinarea.
Există două metode de procesare a boabelor de cafea, metoda umedă și metoda uscată.
- Metoda umedă: Prin metoda umedă se obține cafeaua spălată. Denumirea comercială a cafelei spălate este „milds”.

Fructele de cafea, sunt introduse în bazine speciale cu apă unde are loc înlăturarea pulpei care înconjoară boabele. 

Boabele de cafea sunt introduse apoi în tancuri speciale, unde în urma unor procese de fermentare care durează 24-48 ore, sunt îndepărtate învelișul pergamentos și pelicula argintie a boabelor de cafea, precum și resturile de pulpă aderente. După fermentare, boabele de cafea sunt spălate, uscate și introduse în instalații de decorticare , unde în final boabele capătă un aspect lucios.
O parte importantă din cafeaua superioară este prelucrată prin metoda umedă și provine în special din America Centrală (Guatemala, Costa Rica, Columbia, Mexic) și Africa (Kenya și Tanganica).

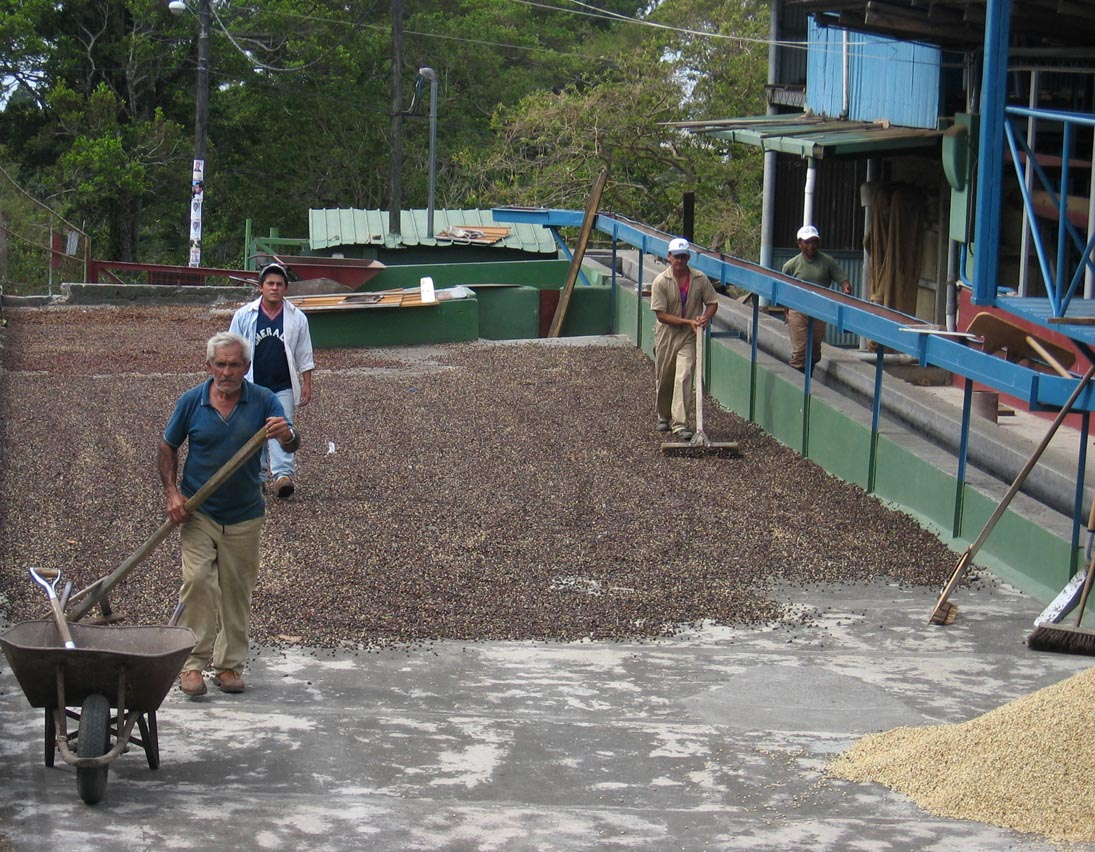
Uscarea tradițională

- Metoda uscată: Prin metoda uscată se produce cafeaua naturală. Această metodă constă în expunerea la soare a fructelor de cafea pe suprafețe plane din beton, unde sunt lăsate timp de două sau trei săptămâni și mișcate manual în mod constant. Pentru a proteja fructele de intemperii în timpul nopții de temperaturi scăzute sau rouă, acestea sunt strânse în grămezi și acoperite cu prelate.

După ce pulpa s-a uscat, fructele de cafea sunt trecute în concasoare speciale, unde boabele sunt curățate de pulpă, de membrana pergamentoasă, precum și de pelicula argintie care le înconjoară. Boabele de cafea sunt apoi sortate pe dimensiuni în separatoare speciale.
După această prelucrare, boabele de cafea verde sunt ambalate în saci de iută cu capacitatea de 45–90 kg. În comerțul cu cafea se consideră pentru statistică o greutate medie de 60 kg pe sac.

### Prăjirea

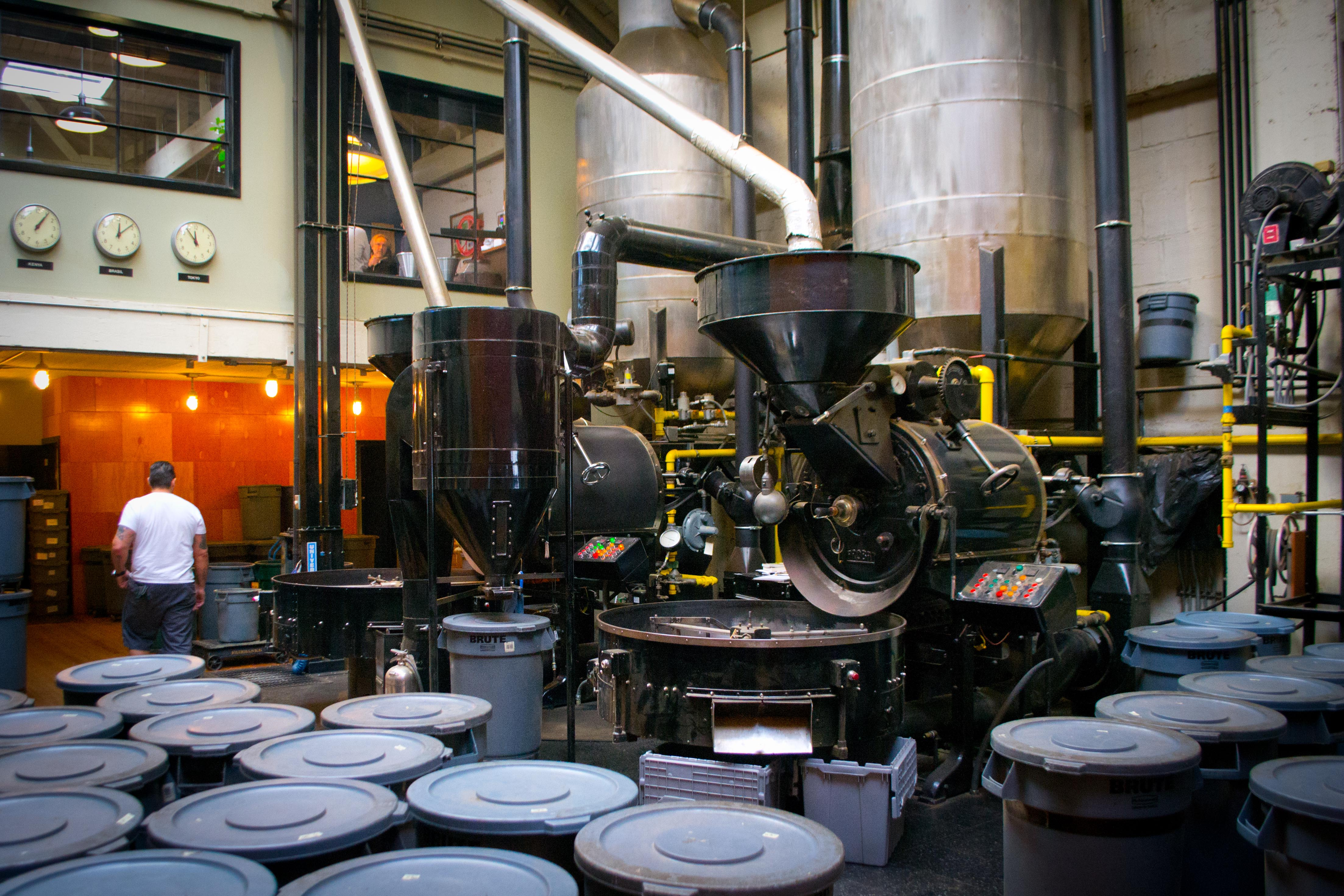
Prăjitoare de cafea industriale

Prăjirea denumită și torefiere (franceză: torrefaction) este un proces termic ce transformă boabele de cafea verde în boabe de culoare maro închis, aromate. Prăjirea determină modificări fizice ale boabelor de cafea: greutatea este redusă cu 16%, se dublează în volum, sunt eliberate uleiurile eterice din boabele de cafea, substanțe care atribuie în final cafelei culoarea, aroma, parfumul, gustul și savoarea specifice. Procesul de prăjire este supravegheat de degustători.
Prăjirea boabelor de cafea pe cale industrială se realizează în instalații speciale de prăjit boabele, unde durata și gradul de prăjire sunt reglate automat. Temperatura optimă de prăjire este atinsă la 200-250°C, când boabele prezintă culoarea de brun închis, asemănătoare lemnului de mahon. Când se atinge punctul de prăjire dorit, boabele de cafea sunt trecute pe site speciale, unde sunt rapid răcite până la o temperatură de 40-60°C.
Răcirea se realizează cu aer circulant sau cu apă. Răcirea cu aer durează mai mult și este mai costisitoare, dar prezintă avantajul că boabele de cafea nu absorb apa. De asemenea, boabele sunt în continuă mișcare și pot elibera temperatura încet, păstrându-și majoritatea substanțelor aromatice.
Cafeaua prăjită nu poate fi stocată timp îndelungat, de aceea este ambalată imediat în pachete sigilate, care previn pierderea aromei.
Se disting 4 metode de prăjire:

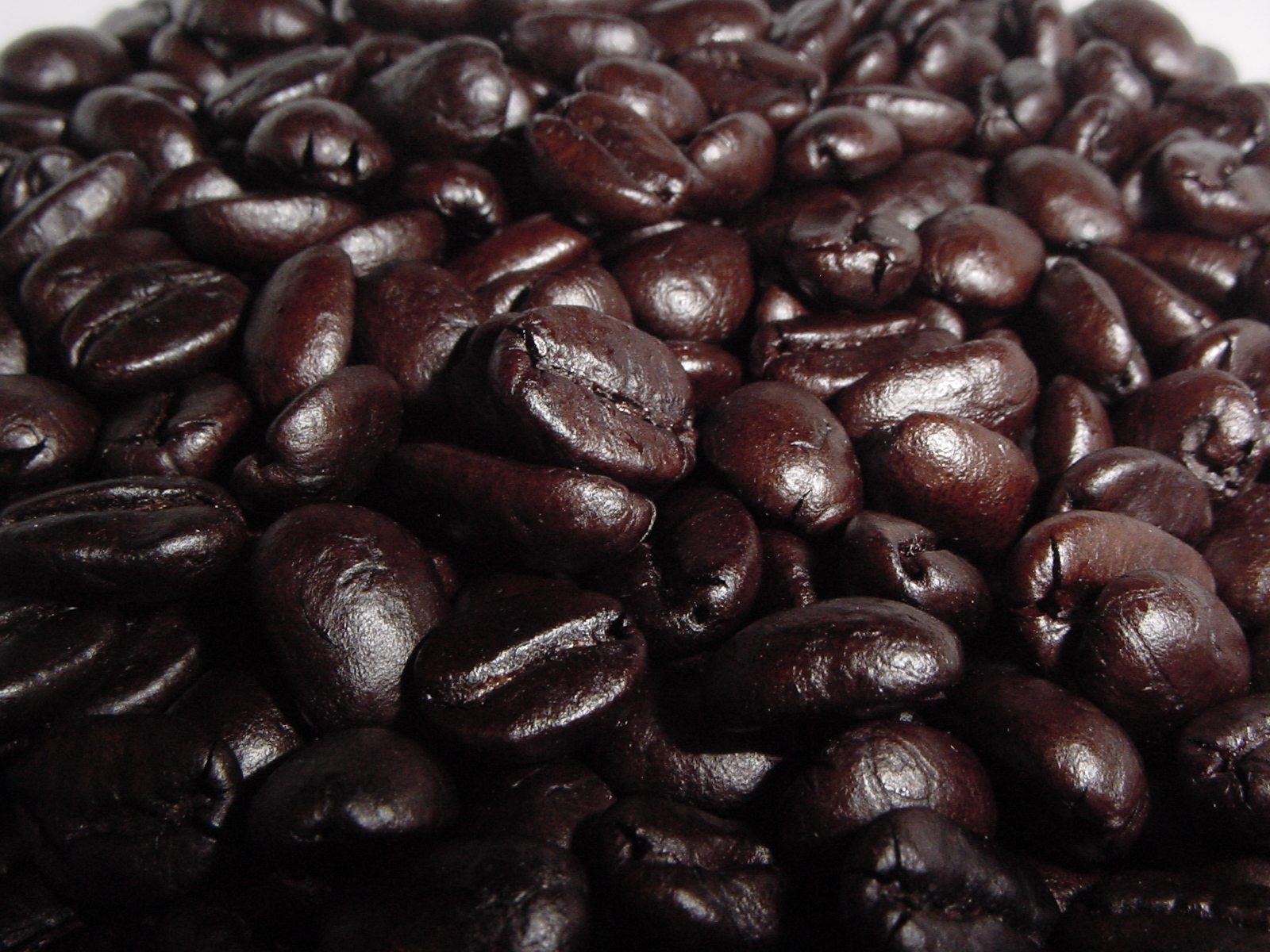
Boabe de cafea prăjite intens

- ușoară: culoarea boabelor este maro deschis; nu sunt uleioase la suprafață pentru că procesul de prăjire nu este destul de lung pentru ca uleiurile să rămână pe suprafața boabei de cafea; prăjirea ușoară conferă boabelor o aromă mai blândă
- medie: culoarea boabelor este maro, puternic aromate și suprafața este fără pete de ulei; acest gen de prăjire este cel mai preferat în America de Nord, de unde și denumirea „prăjire americană”; prăjirea medie produce o aromă bine definită și bogată
- medie-intensă: boabe de culoare închisă, cu o suprafață ușor uleioasă, gust ușor amărui și aromă tare și distinctă
- intensă: boabele sunt lucioase de culoare închisă și un gust puternic amărui; cu cât este mai intensă prăjirea, cu atât cafeaua e mai puțin acidă și un conținut de cofeină mai scăzut; marea majoritate a boabelor de cafea prăjită o formează, în prezent, cele închise la culoare.

### Măcinare

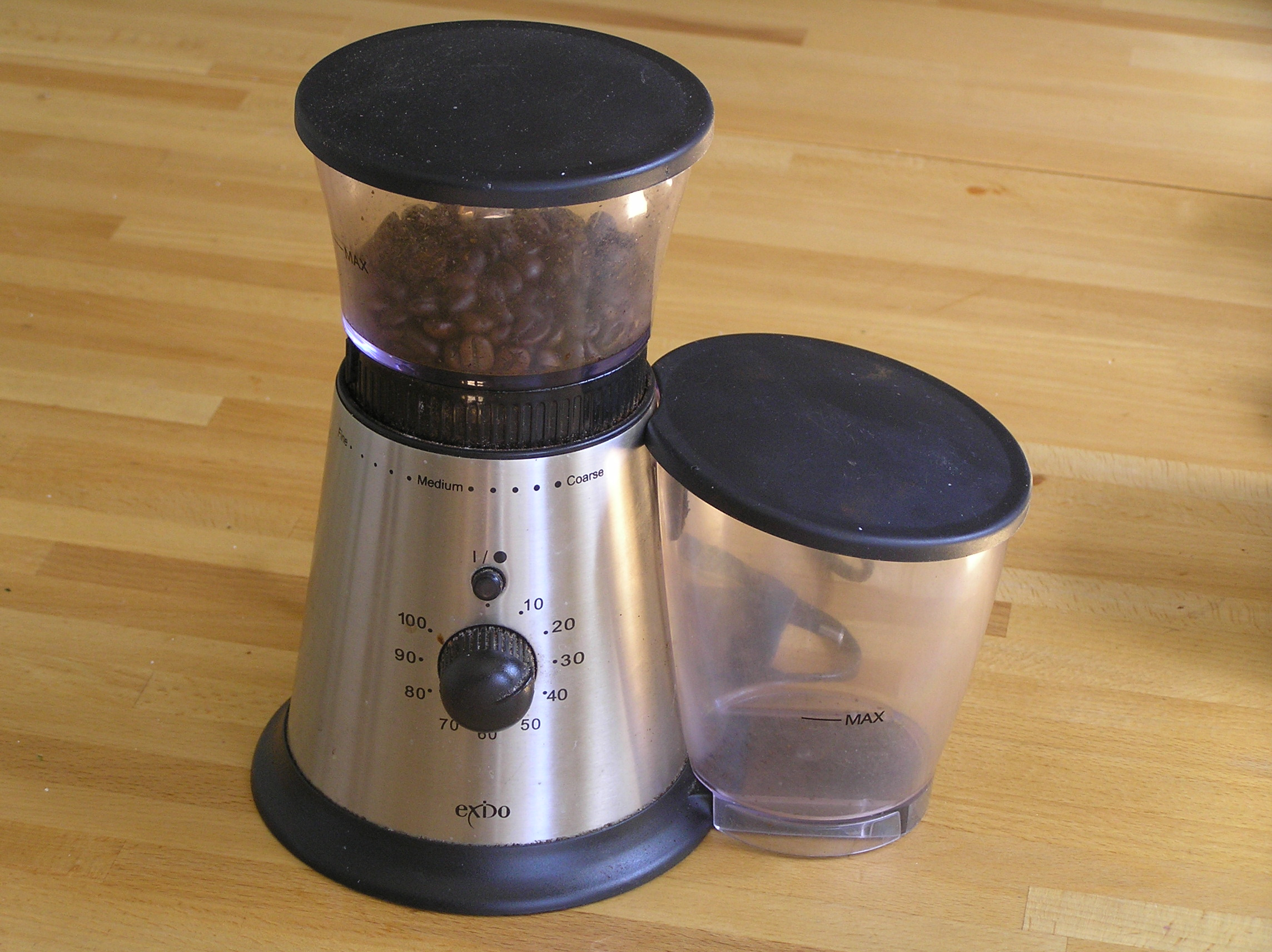
Râșniță electrică de cafea

Măcinarea este ultima operație prin care cafeaua trebuie să treacă înainte de a fi efectiv consumată. Măcinarea cafelei se face cu o râșniță de cafea.
Gradul de măcinare necesar este determinat de modul de preparare a cafelei deoarece gustul final al cafelei este influențat de timpul în care apa și cafeaua sunt în contact direct. Cu cât timpul de pregătire al cafelei este mai mic, cu atât cafeaua trebuie să fie mai fin măcinată. Astfel, în cazul în care se pregătește cafeaua cu o cafetieră, aceasta trebuie măcinată mai mare, deoarece timpul de contact dintre apa și cafea este mai mare, în timp ce cafeaua pregătită la filtru, ibric sau cu un expresor, trebuie să fie mai fin măcinată, întrucât prepararea ei durează în jur de 20 secunde.

## Tipuri de cafea

### Cafea solubilă

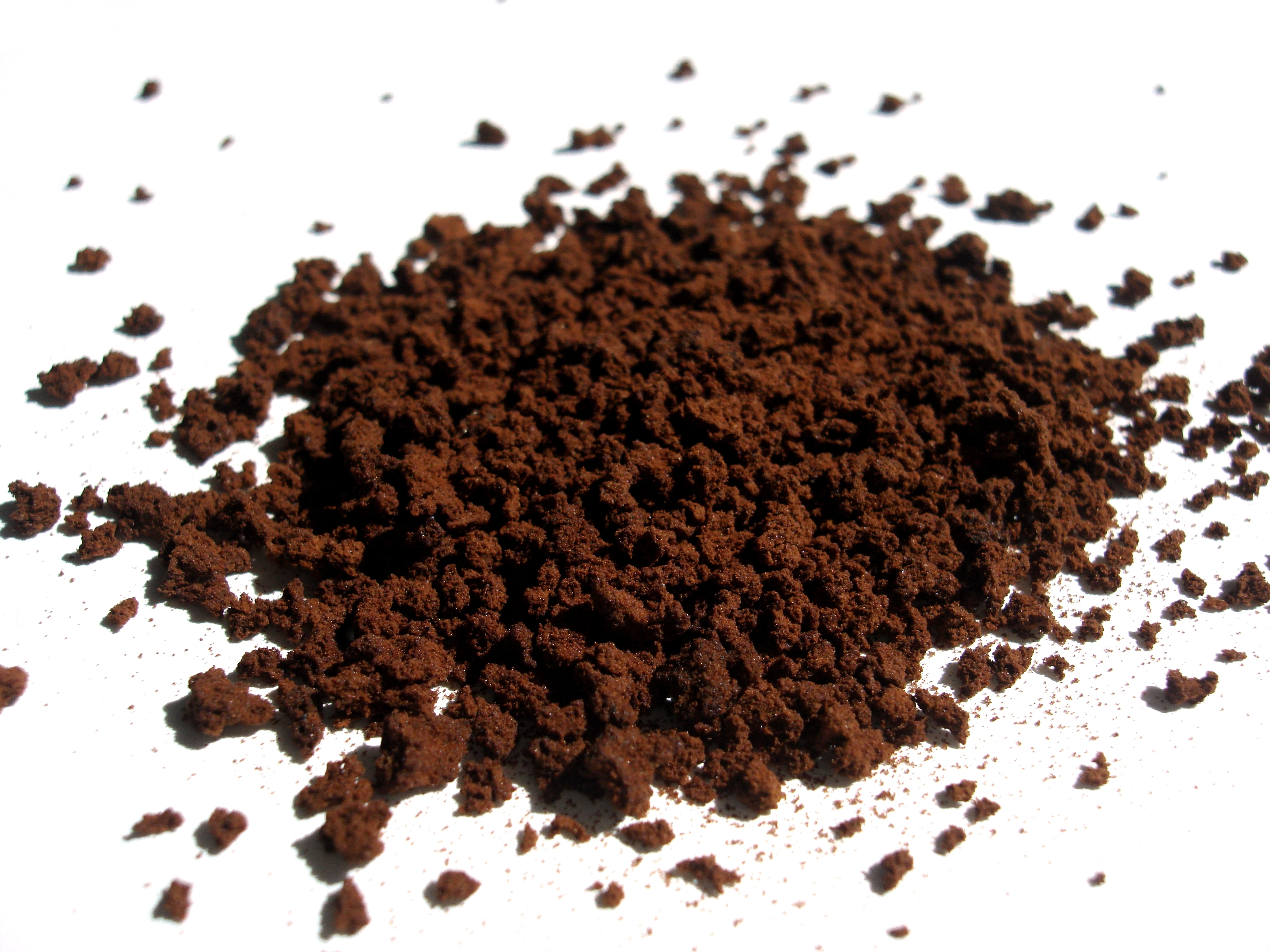
Cafea solubilă

Cafea solubilă sau cafea instant, este un derivat obținut din boabe de cafea zdrobite.
Cafeaua instant a fost obținută pentru prima dată în anul 1890 de către David Strang din Noua Zeelandă, cu ajutorul unui proces cu aer uscat. Cafeaua a fost comercializată sub marca Strang. Cafea instant a mai fost obținută și în Japonia în anul 1910, de către chimistul Satori Kato care a prezentat-o la Expoziția Pan-Americană din Buffolo, NY. Firma Nestlé introduce propriul proces modern de producere al cafelei instant în anul 1938. Începând cu anii 50’ cafeaua solubilă a devenit ușor, dar sigur, un produs mult căutat de iubitorii de cafea.
În procesul de obținere a cafelei solubile are loc o infuzie a cafelei măcinate cu apă fierbinte, ulterior aplicându-se un proces de extracție a apei prin uscare. Aceasta se poate face prin înghețare sau pulverizare în jet de aer fierbinte.
Tehnologia prin înghețare numită și liofilizare sau sublimare (engleză: freeze drying), constă în înghețarea soluției de cafea la - 40°C, ce capătă aspect de pudră cristalizată. Aceasta este apoi introdusă în camere de vid, unde apa se evaporă treptat, menținând aroma cafelei și lăsând în urmă granule fine de cafea solubilă.
Prin pulverizare în jet de aer fierbinte (engleză: spray drying), soluția de cafea este trecută printr-un jet continuu de aer fierbinte, astfel încât se concentrează, obținându-se o pulbere fină de cafea solubilă.
Deși metoda pulverizării este mai accesibilă, adesea se preferă metoda înghețării, deoarece produsul final este de mai bună calitate.
Printre cele mai cunoscute branduri de cafea instant sunt Nescafé, International Roast, Folgers, Maxwell House, Starbucks VIA ș.a. În S.U.A. cafeaua solubilă este consumată în proporție de numai 22%, în timp ce în țările europene acest procent atinge chiar 88%.

### Cafea decofeinizată
Cafeaua decofeinizată, numită și cafea dietetică, este obținută în urma unui proces industrial de extragere al cofeinei din boabele verzi de cafea, în procentaj de 97-98%, numit decofeinizare. cofeina extrasă este utilizată în industria farmaceutică ca tonic al sistemului nervos central.
Cafeaua decofeinizată reprezintă opțiunea de a consuma cafea fără a beneficia de efectul stimulant al cofeinei. Calitatea cafelei decofeinizate este aceeași cu cea a unei cafele clasice. 
Procesul de decofeinizare a fost obținut pentru prima dată în Germania în anul 1903 de Ludwig Roselius, un comerciant de cafea și brevetat câțiva ani mai târziu. Cafeaua decofeinizată a fost comercializată sub numele Kafee HAG, după firma acestuia Kaffee HAG (Kaffee Handels-Aktien-Gesellschaft), în majoritatea țărilor din Europa. În Franța era denumită Café Sanka și Sanka în S.U.A. În prezent HAG și Sanka sunt deținute de Kraft Foods.
Se folosesc trei metode pentru a extrage cofeina din cafea:
- Folosirea unui solvent: Boabele de cafea crude sunt trecute în prealabil într-o baie cu aburi, apoi se introduc într-un solvent. Sunt folosite mai multe substanțe, printre care alcool, acetonă, clorură de metilen, acetat de etil, benzen. În prezent se folosește predominant acetatul de etil.
- Cu ajutorul dioxidului de carbon: Această metodă de decofeinizare constă în folosirea dioxidului de carbon în formă lichidă pentru a extrage cofeina din boabele de cafea. Avantajul acestei metode este acela că păstrează caracteristicile cafelei, dar are dezavantajul de a fi costisitoare.
- Folosirea de „apă elvețiană”: Metoda apei elvețiene a fost descoperită și denumită astfel în 1930 după numele companiei elvețiene Swiss Water Decaffeinated Coffee Company. Această metodă constă în introducerea cafelei crude în apă fierbinte. Dezavantajul major al acestei metode este că sunt eliminate și principalele substanțe conținute de cafea. În timp metoda s-a rafinat, fiind folosită apă saturată cu substanțele ce dau gustul cafelei în procesul de extracție a cofeinei; în felul acesta se poate păstra gustul original al cafelei. În prezent mai există o singură instalație, în Canada care utilizează această metodă.[46]

## Metode de preparare

### Ibric
Metoda este foarte veche și este folosită încă în Turcia, Grecia, Arabia. Pentru preparare, se folosesc tăvi speciale cu nisip încins și un mic vas din cupru cu coadă lungă numit ibric, în care se adaugă cafea măcinată fin, peste apa fierbinte. 

În Arabia, cafeaua se fierbe în mod tradițional, de trei ori. Procesul de fierbere duce la dispariția aromelor mai delicate, păstrând doar gustul pregnant. La o ceașcă de apă se adaugă două lingurițe de cafea măcinată. Ibricul se ia de pe foc când începe să fiarbă, procesul se repetă de trei ori, după care se toarnă în cești. Plăcerea de a servi cafeaua, este un proces de durată și devine un adevărat ritual.

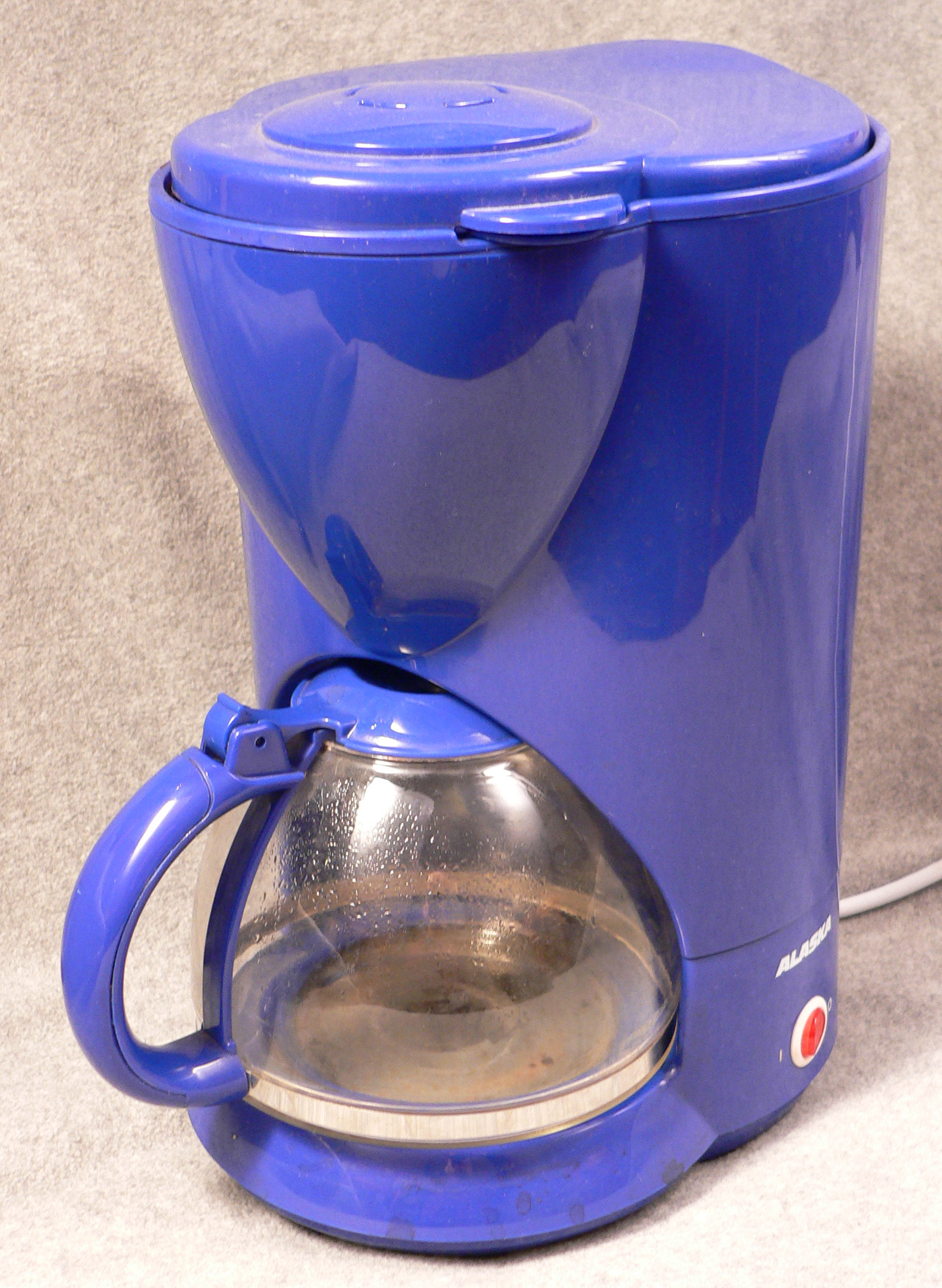
Filtru de cafea electric

### Filtru
Apa fierbinte, trece prin cafea, sub formă de picături. Utilizarea unui filtru de hârtie are rolul de a reține uleiul din cafea. Metoda este denumită și Americano, fiind foarte populară în America de Nord, datorită multitudinii aparatelor de filtre electrice profesionale sau casnice. Proporția adecvată este de aproximativ o lingură (7 g.) pentru fiecare 140 ml. de apă. 

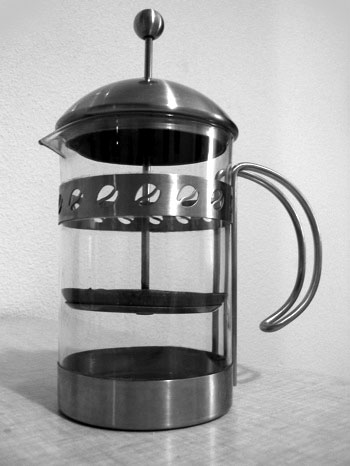
Presa franceză

### Presa franceză
Presa franceză (engleză French press) este un dispozitiv de preparare a cafelei, format dintr-un vas de sticlă cu mâner din plastic și un capac cu piston. Secretul gustului aromat și profund al cafelei realizate la French press vine din amestecul apei fierte cu cafeaua măcinată, urmat de presarea lichidului folosind pistonul din capac. Zațul este colectat și ținut la baza cilindrului. Cu presa franceză, se consumă o cantitate mai mare de cafea măcinată, măcinată mai grosier.

### Espresso

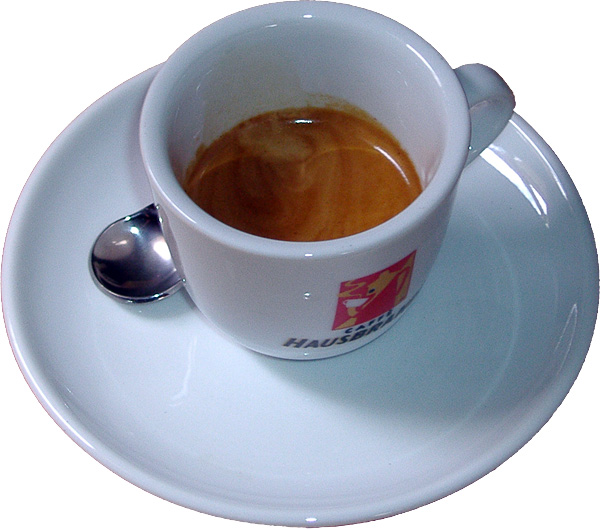
Cafea espresso

Espresso este o modalitate de preparare a cafelei prin turnarea sub presiune a apei fierbinți peste cafeaua măcinată, rezultatul fiind o cafea tare și amăruie. Numele provine de la timpul rapid (expres) de pregătire a băuturii. Espresso-urile sunt preparate cu un aparat special numit espressor.
Au fost create o multitudine de băuturi espresso pe bază de cafea folosind o gamă largă de ingrediente sau urmând diverse proceduri de preparare:
- Caffè Americano - espresso cu o cantitate mare de apă caldă adăugată, pregătit în proporție de 1/3 cafea și 2/3 apă fiartă. Prin Americano este definită de multe ori cafeaua preparată în filtrele de cafea.
- Café au lait - (cafea cu lapte), specific franțuzească, este un espresso cu lapte fierbinte.
- Cappuccino - cremoasă, cu gust de cafea, este pregătită din cafea espresso și o cantitate de lapte spumat (proporția este de 1:5). Există, de asemenea, versiuni cu gheață sau frișcă.
- Mocca - realizată din cafea espresso și ciocolată.
- Ristretto - Variantă de espresso, extrem de tare, mult mai condensată și mai densă, pentru care se folosește jumătate din cantitatea de apă.

## Importanța economică
În prezent cafeaua este consumată aproape în fiecare țară, fiind o marfă deosebit de importantă atât pentru producători, cât și pentru consumatori.
Pe piața mondială cafeaua se situează pe locul doi, după petrol, în privința importanței economice și alături de oțel și cereale, printre materiile prime de export cele mai valoroase, situația economică a multor țări producătoare de cafea depinzând aproape în întregime de exportul acesteia. Cele mai importante piețe de negociat ale cafelei se află la New York și Londra. Prețul cafelei diferă mult, în funcție de cerere și ofertă și este în mod continuu influențat de factori cum ar fi modificările de climă, evenimente politice, calitate, volumul producției de cafea.

### Producția mondială din 2019

Repartiția geografică a diferitelor culturi de cafea:
(r - robusta, a - arabica, m - robusta & arabica).

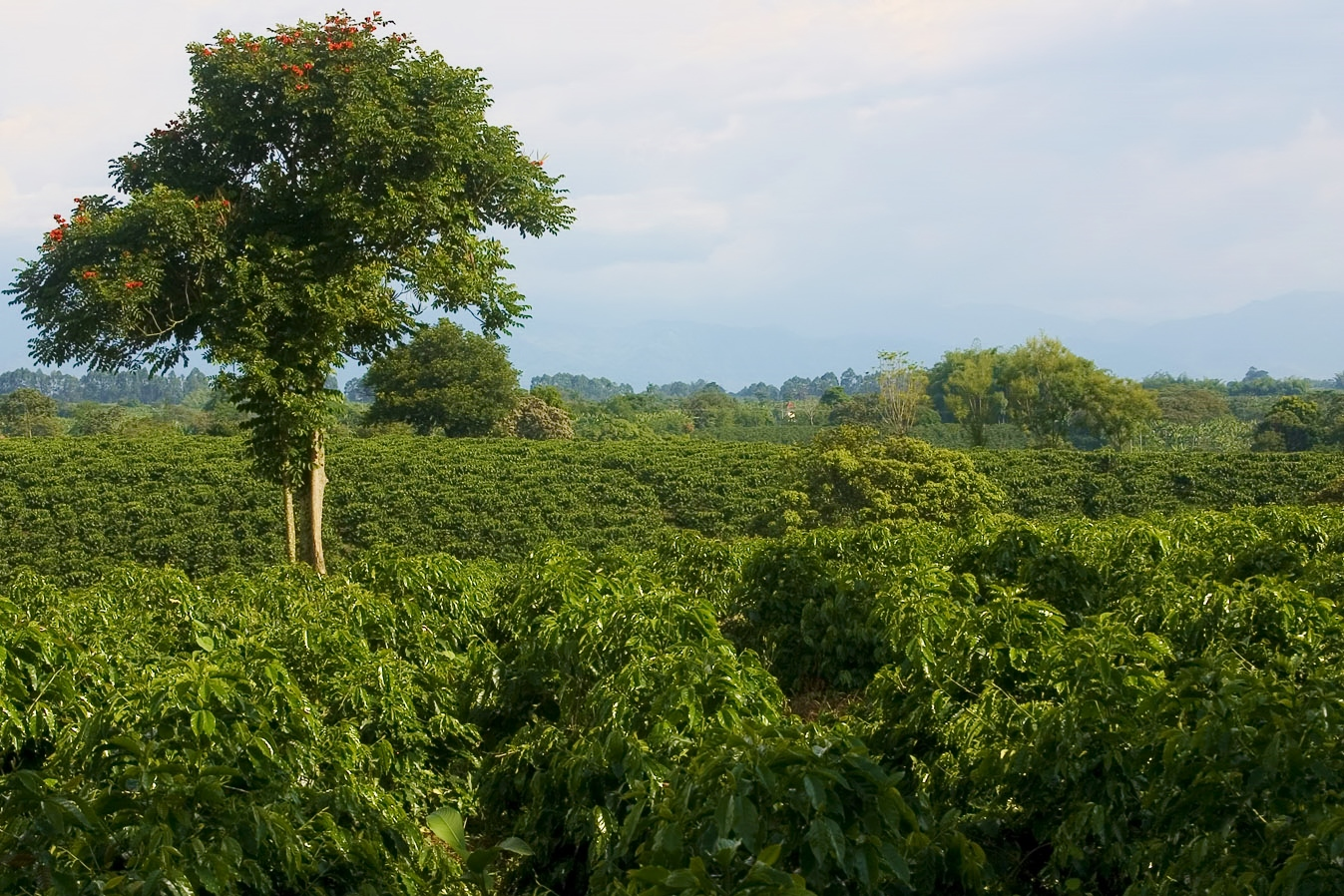
Plantație de cafea columbiană, Departamentul Quindio, Columbia

În 2019, producția mondială anuală de cafea verde se apropie de 8 milioane de tone.
Brazilia este producătorul cel mai mare cu 3.009.402 tone boabe de cafea verde, ceea ce reprezintă circa 38,19% din producția mondială.
| Țară      | Cafea (tone) |
| --------- | ------------ |
| Brazilia  | 3.009.402    |
| Vietnam   | 1.683.971    |
| Columbia  | 885.120      |
| Indonezia | 760.963      |
| Etiopia   | 482.561      |
| Honduras  | 476.345      |
| Peru      | 363.291      |
| India     | 319.500      |
| Uganda    | 254.088      |
| Guatemala | 225.000      |

## Consumul de cafea
Cafeaua este una dintre cele mai consumate băuturi la nivel mondial.
În anul 2014, statisticile arătau că, în lume, se serveau aproximativ 1,4 miliarde de căni de cafea pe zi.
Consumatorii cei mai importanți sunt: SUA, Germania, Franța, Japonia și Italia.
Finlandezii consumă anual 12,2 kilograme de cafea de persoană, danezii 9,4 kilograme, norvegienii 9,3 kilograme, suedezii 8,3 kilograme, germanii 7,4 kilograme italienii 5,6 kilograme, francezii 5 kilograme iar brazilienii 4,7 kilograme.
În România, consumul de cafea este de circa 2 kg pe cap de locuitor în fiecare an, ceva mai puțin decât media europeană de 3 kg pe cap de locuitor.

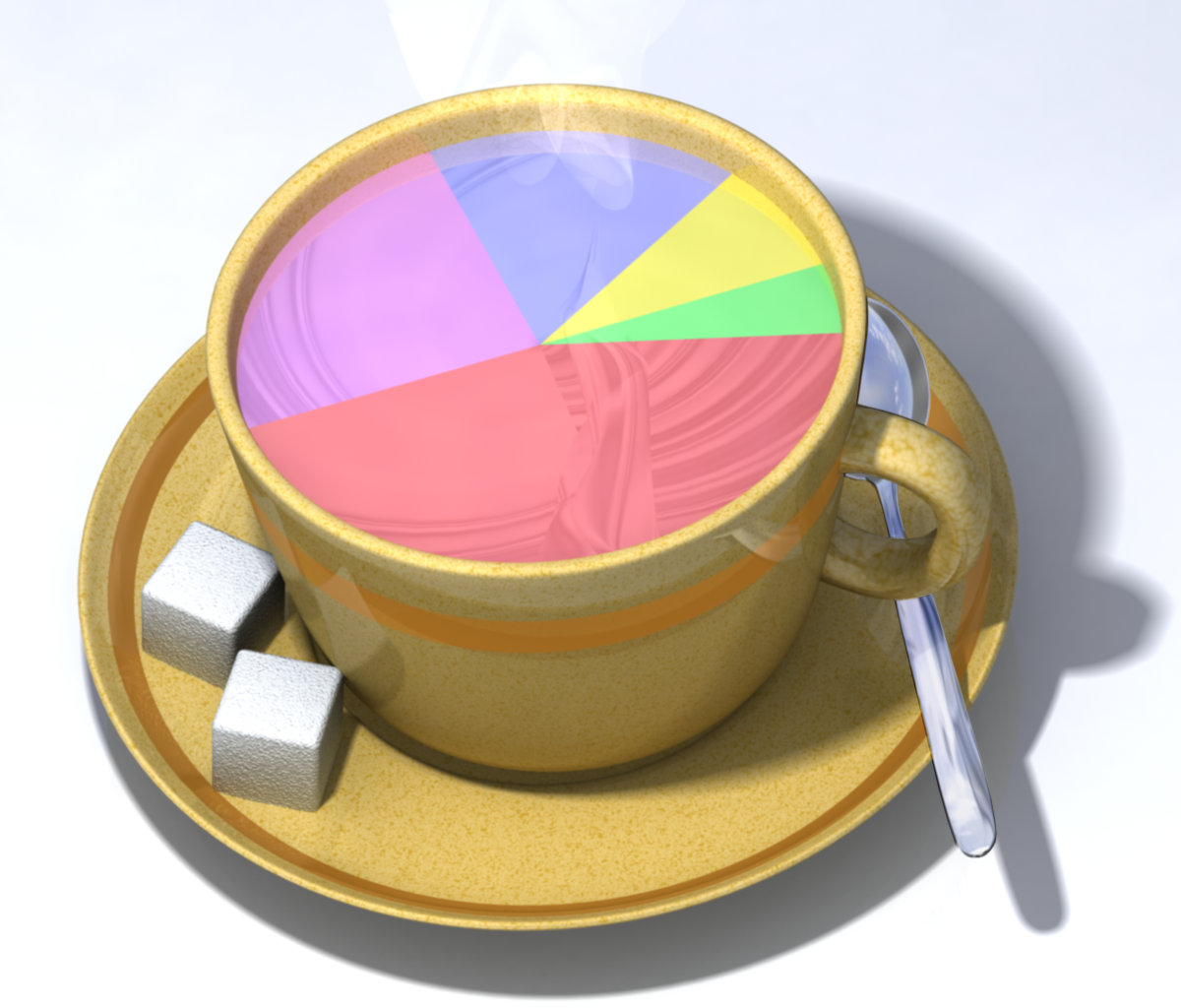
Elementele care influențează costul cafelei

| 44,9% | Impozit, Vămi, Costuri de transport.      |
| 23,7% | Costuri la vânzare.                       |
| 17,8% | Comerciant colector și prăjirea boabelor. |
| 8,5%  | Proprietarul plantației.                  |
| 5,1%  | Salariul muncitorilor.                    |

## Efectele cafelei

### Efecte pozitive
- Substanțele antioxidante din cafea (vitamina B, C, E, carotenul, lipidele), protejează celulele renale de radicalii de oxigen cancerigen, în comparație cu ceaiul verde la care nu s-a putut dovedi acest efect. După o perioadă de zece ani de cercetări în Japonia, din 100 000 de persoane care au consumat cafea, 214 s-au îmbolnăvit și au murit de cancer renal, în comparație cu neconsumatorii de cafea, dintre care au murit de cancer 514 persoane. Rezultate asemănătoare s-au obținut în Ottawa la femeile cu tendință de cancer la sân. Un alt studiu făcut de National Health and Nutrition Examination Survey publicat în anul 2005, arată că la cei care consumă cel puțin două căni de cafea zilnic se reduce incidența bolillor cronice de ficat, care sunt frecvente la alcoolici sau persoane supraponderale. Prin efectul cofeinei incidența bolii se reduce. Se presupune un efect pozitiv și în boala Parkinson sau Alzheimer.
- Cafeaua este o băutură care nu conține calorii și contribuie la completarea necesarului de substanțe minerale ca fier, potasiu, magneziu și mangan. De asemenea, cafeaua este un furnizor important de vitamine cum ar fi niacina, o vitamină din grupul B, care este răspunzătoare de aportul de energie, riboflavină, acid pantotenic, vitamina E, vitamina C și vitamina B6.
- Stimulează pozitiv metabolismul prin efectului termogenic, o stimulare de a arde grăsimile din corp, datorită cofeinei. Consumul de cafea, poate contribui la pierderea în greutate sau la menținerea ei la un anumit nivel.
- Cofeina are proprietatea de a activa combustia lipidelor din corp și de a contribui prin aceasta la aportul energetic al organismului. Cofeina crește nivelul adrenalinei, mărește tensiunea musculară și capacitatea de contracție a mușchilor. Studii recente arată că înaintea întrecerilor sportive, consumul de cafea are efecte pozitive asupra performanțelor și în plus, cofeina stimulează respirația, volumul pulmonar fiind exploatat mai eficient.
- Cafeaua facilitează digestia datorită efectului stimulent al cofeinei și elementelor sale, stimulează secreția acidului gastric și al bilei.

### Efecte negative
În cazul consumului abuziv de cafea sau alte băuturi care conțin cofeină pot să apară următoarele efecte negative:
- tahicardie, (frecvență cardiacă crescută)
- neliniște, tremor (tremurături), nervozitate, stări de panică
- insomnie
- convulsii
- Anemie[51]
- o stare ușoară de dependență, în lipsa cafelei pot să apară dureri de cap (migrenă)